# 第十章：旅客
〈第十章：旅客〉（英語：Chapter 10: The Passenger）是美國太空歌劇網路電視劇《曼達洛人》第二季的第二集，本集由節目統籌強·法夫洛編劇，派頓·瑞德執導，於2020年11月6日在Disney+上線。佩德羅·帕斯卡領銜出演男主角曼達洛人，他是一名孤獨的槍手和賞金獵人，為尋找其他的曼達洛人，他答應帶著提供訊息的蛙女士前往目的地。

## 劇情
回到摩斯艾斯里的航天港的途中，曼達洛人遭遇一群賞金獵人的伏擊，他的飛行摩托被絆索摧毀。曼達洛人殺死賞金獵人之後，步行回到航天港。派麗·莫托為他找到得知其他曼達洛人下落的蛙女士，但是她要求乘坐曼達洛人的飛船「刀鋒之巔」前往一顆名叫查斯克星（Trask）的液態衛星尋找丈夫，為她隨身攜帶的一罐蛙卵授精。因為這些未受精的蛙卵不能在超空間中存活，飛船不能啟用超空間引擎，只能以亞光速運行。雖然慢速飛行可能會遭遇盜匪，曼達洛人最終同意這些要求。孩子在途中偷吃了不少蛙卵。兩架新共和國的X翼戰機逼停曼達洛人的飛船，由於此前曼達洛人曾協助囚犯越獄，曼達洛人駕駛飛船進入冰封峽谷躲避追捕，飛船不慎墜入地洞。飛船墜落在冰層上，受損嚴重。考慮到天氣很冷，曼達洛人打算等到早晨再出倉維修。
蛙女士通過飛船上機器人Q9-0殘存的頭顱與曼達洛人溝通，表示隨身攜帶的蛙卵是她生命周期的最后一窩，為了保留家族的血脈，需要盡快前往查斯克星。蛙女士開始質問曼達洛人是否有意破壞簽訂的交易，他只得開始修理飛船。隨後，蛙女士離開飛船進入附近冰洞，發現有一眼溫泉，她將蛙卵放入其中保暖。曼達洛人認為冰洞不安全，勸說蛙女士離開。孩子在冰洞中打破一顆蜘蛛卵，吃掉其中的幼蛛。附近大批的蛛卵開始孵化，巨大的母蛛帶領小蜘蛛追趕曼達洛人、蛙女士和孩子。蜘蛛包圍住他們，他們只得躲入駕駛艙。
曼達洛人強行起動飛船，被巨大的母蛛壓下。危急之際，兩名X翼戰機駕駛員趕來消滅蛛群。雖然曼達洛人協助囚犯越獄，但是他在期間盡力保護守衛達文，幫助新共和國抓捕三名通緝重犯，兩名駕駛員決定放棄逮捕曼達洛人。曼達洛人請求兩名駕駛員幫助修復飛船，他們沒有答應，發出警告之後離開。曼達洛人獨自修復好駕駛艙，離開冰洞繼續前往目的地。

## 製作

### 開發
本集由節目統籌強·法夫洛編劇，派頓·瑞德執導。

### 選角
艾咪·莎德瑞斯回歸出演派麗·莫托。米斯蒂·羅莎斯（Misty Rosas）擔當蛙女士的形態演員，她此前曾擔當奎伊爾的形態演員。理查德·艾歐阿德回歸為機器人Q9-0配音。
此外，戴夫·菲洛尼回歸出演新共和國X翼戰機的駕駛員特拉珀·沃爾夫，李善亨出演另一名駕駛員卡森·特瓦隊長。迪·布萊德利·貝克為蛙女士配音。布倫丹·韋恩（Brendan Wayne）和拉夫·克羅德是佩德羅·帕斯卡的特技替身演員。孩子的動作由多名傀儡师完成。

### 音樂
《曼達洛人》第二季的音樂原聲帶由魯德溫·葛瑞森作曲，第一輯數位版於2020年11月20日發行，包括前四集原創音樂。

## 迴響
〈第十章：旅客〉在影視匯總媒體點評網站爛番茄上，本集獲得79%的新鮮度，6.75/10分（24位劇評人）。

## 備註
1. ↑  迪·布萊德利·貝克為蛙女士配音。
2. ↑  參見〈第六章：囚犯〉。

## 資料來源
1. ↑  Murray, Noel. . The New York Times. 2020-11-06  [2020-11-07]. （原始内容存档于2020-11-10） （美国英语）.
2. 1 2 3  Dumaraog, Ana. . Screen Rant. 2020-11-06  [2020-11-06]. （原始内容存档于2020-12-19） （美国英语）.
3. ↑  Miller, Liz Shannon. . Vulture. 2019-12-09  [2019-12-09]. （原始内容存档于2019-12-09）.
4. ↑  Spencer, Samuel. . newsweek.com. 2019-12-02  [2020-06-28]. （原始内容存档于2019-12-08） （美国英语）.
5. ↑  Burlingame, Jon. . Variety. 2020-10-30  [2020-10-31]. （原始内容存档于2020-10-31） （美国英语）.
6. ↑  . Apple Music. Apple Inc. 2020-11-20  [2020-11-20]. （原始内容存档于2020-12-15） （美国英语）.
7. ↑  . Rotten Tomatoes. Fandango.   [2020-11-16]. （原始内容存档于2020-12-19） （美国英语）.

## 外部連結
- 官方网站
- 互联网电影数据库（IMDb）上《第十章：旅客》的资料（英文）
- Wookieepedia上的相关条目：〈第十章：旅客〉